# 壽光公主
寿光公主（726年—750年5月9日），唐朝公主，是中国唐朝第六代皇帝唐玄宗李隆基第二十二女。

## 生平
天宝五载（746年），获封寿光公主，实封一千户。八月十三日，正式受册为寿光公主。嫁给了出身京兆郭氏的秘书监郭液（一作郭夜）。
有墓志《大唐寿光公主墓铭》，韦述撰，韩择木书。

## 母
赵才人，因故出家，卒。公主感伤成疾，也去世。十一月壬寅（12月20日）葬于长安高阳原。